# Mataroa

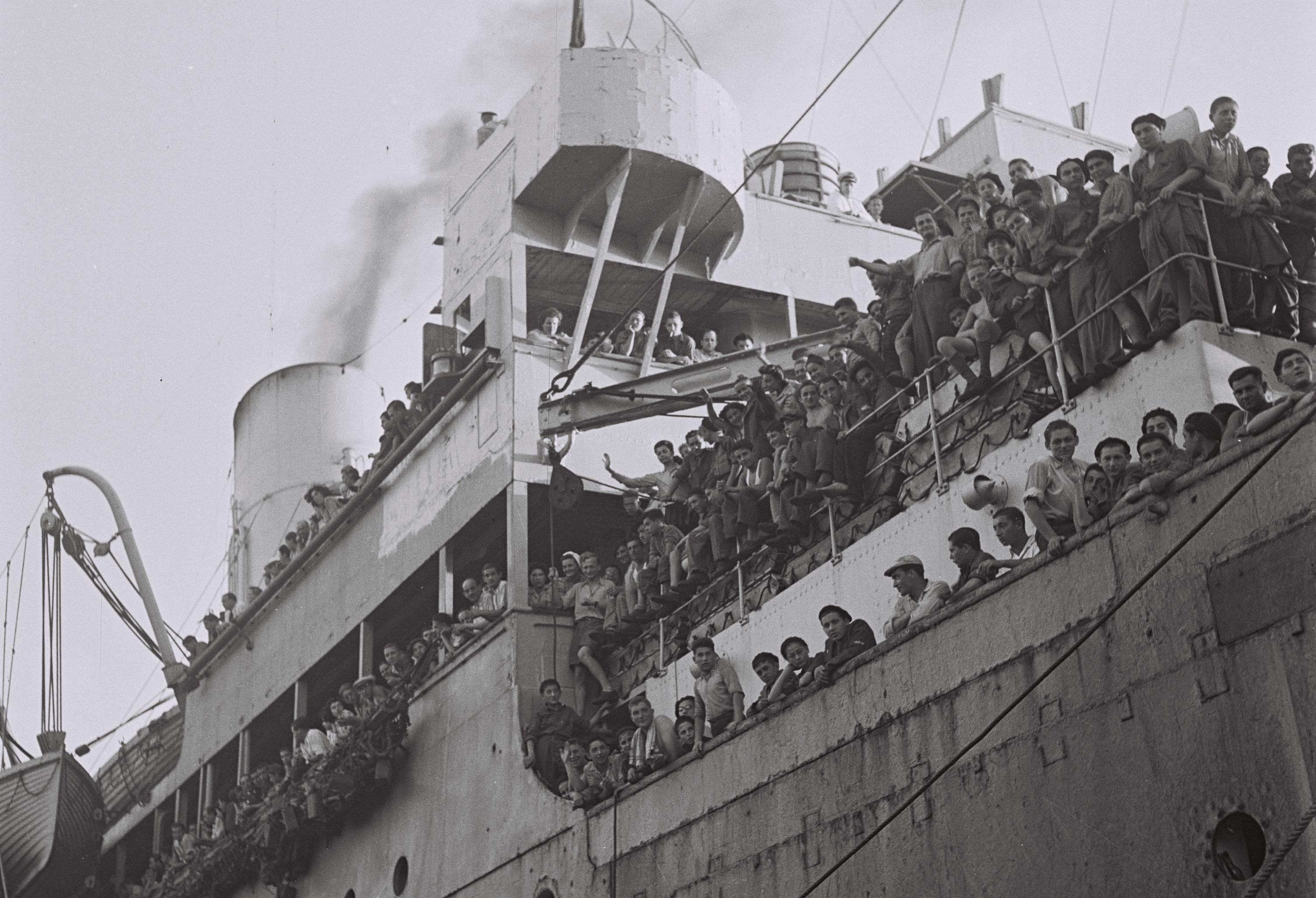
Le Mataroa dans le port d'Haïfa, le 15 juillet 1945.

Le Mataroa est un paquebot néo-zélandais, connu entre autres pour deux voyages effectués en 1945, l'un de réfugiés juifs à destination de la Palestine, l'autre d'intellectuels grecs à destination de la France.

## Carrière maritime

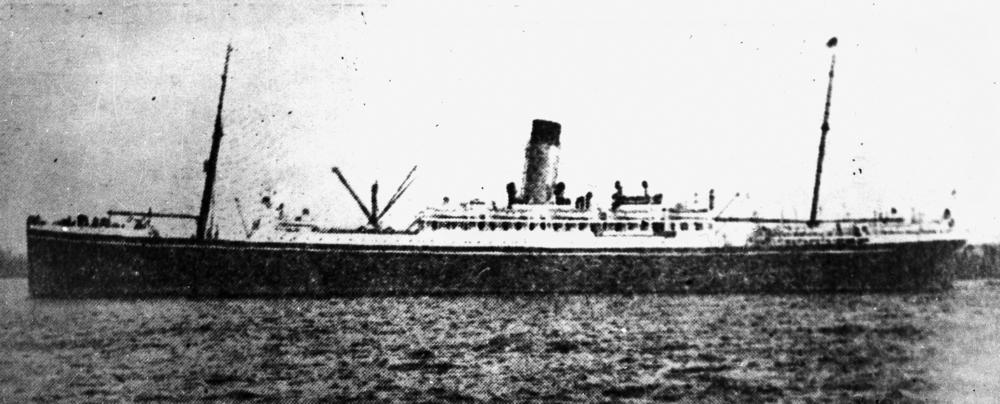
L’Aotea, un autre paquebot ayant servi la ligne entre le Royaume-Uni, l'Australie et la Nouvelle-Zélande pour l'Aberdeen Line (sous le nom de Themistocles) puis la Shaw, Savill & Albion Line.

Le bateau fut lancé le 2 mars 1922 aux chantiers Harland and Wolff à Belfast sous le nom Diogenes pour la Aberdeen Line (en). Il pouvait alors accueillir 130 passagers en première classe et 422 en troisième. Il fut revendu en juin 1926 à la Shaw, Savill & Albion Line et prit le nom Mataroa, en même temps que sa sœur Sophocles qui devint le Tamaroa. Sa propulsion fut alors modifiée, passant du charbon au fioul, ce qui lui permit d'atteindre la vitesse de 15 nœuds.

## Voyage des réfugiés juifs
En août 1945, le Mataroa fut affrété pour acheminer de Marseille à Haïfa 173 enfants juifs de l'Œuvre de secours aux enfants (OSE), survivants du camp de concentration de Buchenwald, qui disposaient de familles en Palestine. Il achemina plus tard 1 200 rescapés de Bergen-Belsen.

## Voyage des intellectuels grecs
Ce navire parti du Pirée le 22 ou 23 décembre 1945, amène un certain nombre d'artistes et d'intellectuels grecs ayant pour but d'arriver jusqu'à Paris, dans le contexte de la guerre civile grecque. La grande majorité était boursiers de la France. Les réfugiés arrivent à Tarente, puis ils continuent leur voyage via Rome, Bologne, Bâle où ils furent mis en quarantaine et enfin le 28 décembre 1945, Paris, où ils sont accueillis par Henri Ducoux, architecte de l’École française d’Athènes. Ils sont logés d'abord à l’hôtel Lutetia, puis à la Cité universitaire de Paris. Ce voyage fut organisé en accord avec le gouvernement grec de l'époque par le directeur de l’Institut français d'Athènes de l’époque, le philhellène Octave Merlier, et par Roger Milliex, sous-directeur, mari de Tatiana Gritsi-Milliex (en). Certains des passagers devinrent des artistes mondialement reconnus. Il y avait aussi un grand nombre de représentants de diverses autres professions, non dénués de talent. Certains d'entre eux ont voyagé avec leurs propres moyens financiers.

### Artistes et intellectuels ayant embarqué
- Costas Andréou[6],[7] (peintre)

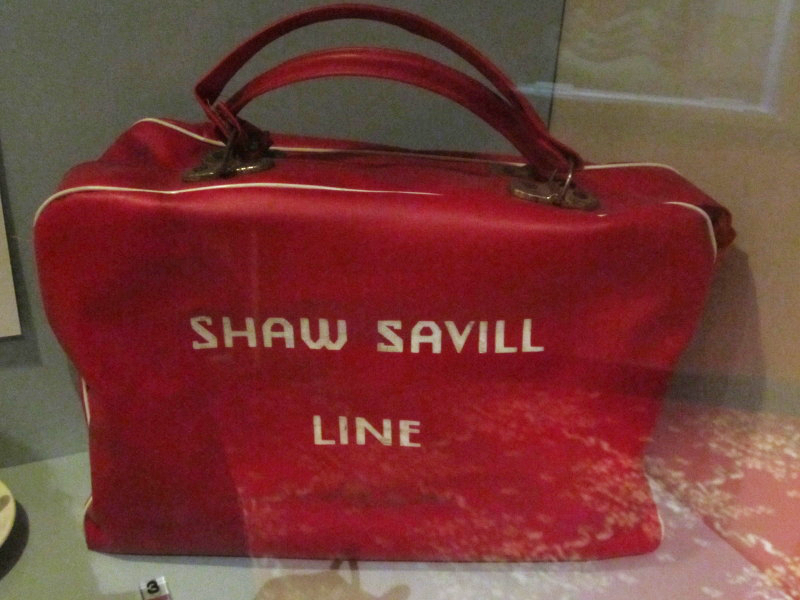
Un sac de voyage de la Shaw, Savill & Albion Line.

- Nelly Andrikopoulou (qui épousera plus tard Níkos Engonópoulos)
- Kostas Axelos[7] (philosophe)
- Evanghelos Bricas (chercheur à l'Institut de biochimie, université de Paris XI-Orsay)
- Dimítris Chorafás[7] (chef d'orchestre)
- Constantin Byzantios (el) dit « Dikos »[6],[8],[7] (peintre)
- Cornelius Castoriadis[7] (sociologue)
- Costa Coulentianos[7] (sculpteur)
- Mimika Cranaki[7] (philosophe)
- Filolaos Tloupas, dit « Filolaos » (sculpteur)
- Ioannis Ioannou, (chevalier de l'Ordre national du Mérite, Pneumologue agrégé de la faculté de Paris, lauréat de l'Académie de médecine)
- Georges Kandylis [7] aussi connu sous le nom francisé de "Candilis" (architecte ‡)
- André Kédros, de son vrai nom Virgile Solomonidès, connu en France sous ses deux noms de plume : "André Kédros" et "André Massepain[7]" (écrivain, ancien membre du comité de lecture des éditions Laffont, auteur du Livre 1940-1945, La Résistance Grecque - Livre Historique)
- Memos Makris (en)[7] (sculpteur)
- Kostas Papaïoannou[7] (spécialiste de Marx)
- Miltiadès Papamiltiadès (en) (médecin anatomiste)
- André D. Glinos[9]  (médecin et biologiste, aux États-Unis, fils de Dimitris Glinos)
- Bella Raftopoulou[6]
- Aurélie Solomonidès Ioannou (Institut d'Athènes, professeur à l'Alliance Française, doctorat d'histoire de l'art de la Sorbonne, épouse du Dr Ioannou Ioannis)
- Nicolas Svoronos[7] (directeur d'études à l'École pratique des hautes études ( IVe section), auteur pour l'Encyclopædia universalis)
- Heleni Thromopoulou
- Dimitris Veakis
- Nikos Vyzantios
- Emmanuel Kriaras
- Ado Kyrou, cinéaste surréaliste qui fut un temps rédacteur de Positif
- Manos Zacharias[7] (metteur en scène)